# るり色プリンセス
『るり色プリンセス』（るりいろプリンセス）は、折原みとによる日本の漫画。『おまじないコミック』（実業之日本社）に1987年9月から1989年2月にかけて連載された。新書版全4巻、文庫版全2巻。全2巻のOVAやイメージアルバムも製作された。

## あらすじ
高校1年生のるりは、幼い頃両親を火事で亡くし、同い年のイトコがいる母方の叔母一家に引き取られて暮らしていた。
ある日、るりは親友ひなことイトコの透とともにインディーズバンド「B-フラッシュ」のライブを見に行く。しかしライブ中、ボーカルのシンによって強引に楽屋へ連れてこられ、鏡を通って異世界「プルシァンムーン」へ渡り、自分の素性を知った。彼女はプルシァンムーンの王家の血を引いていたのだ。
泣き虫少女・るりと彼女を取り巻く運命の物語。
また第二部「シンデレラ伝説の秘密編」では日本の芸能界を舞台にプルシァンからやってきた刺客との新たな騒動とるりとイトコの透の恋模様を描く。

## 登場人物
※声の記述は、OVA版で表記

### 主要人物
大林るり（おおばやし るり）
声 - かないみか
3月20日生まれのAB型。身長152cm、体重39kg。東条学園高校1年生。
ヒロイン。肩の辺りでふわふわ巻いた栗色の癖毛と、生まれたときから左耳にある青いピアスが特徴。幼い頃自宅火災で両親を失ったからか、化学実験中などに火を見ると、その規模にかかわらず極度に怯える。彼女が生き残ったのは、父親が妻（由里）の「るりだけでも」という言葉を受けて力を使い、彼女を外へ転移させたため。両親亡き後は母方の叔母夫婦に引き取られて育ち、幼い頃からイトコの透が好き。サッカー部マネージャー。
運動神経ゼロ、方向音痴なドジッ娘で泣き虫だが、芯は強い。異世界「プルシァンムーン」の王家の血を引くハーフで、事件の中で超能力を目覚めさせ、最後には世界を巻き込んだ危機を救う。
森沢透（もりさわ とおる）
声 - 松本保典
4月19日生まれのO型。身長178cm以上、体重59kg。東条学園高校1年生。
るりの母方のイトコで彼女のクラスメート。幼い頃からるりの世話を焼いていたため、ややオッサンくさい性格。サッカー部のエースで美形なため非常にモテる。るりがプルシァンムーンに渡る日に記憶を消されるが、るりの泣き声を感じ取り自力で取り戻した。
シンたちが再度人間界にやってきてバンド活動を再開する際に、事務所の社長の一存でベースを任される。るりと共に事件に巻き込まれるうちにお互いの恋心を確認し、人間界からの「選ばれし者」として、ともにザイラを追う。
シン / 青山シン（あおやま シン）
声 - 井上和彦
10月10日生まれのB型。身長181cm、体重61kg。
異世界「プルシァンムーン」の王子。るりの父方のイトコ。人気絶頂のインディーズバンド「B-フラッシュ」のボーカリストで王子様系の美形。両耳に青いピアスがある（青は王家の色）。父親が人間界で駆け落ちしなければ王位継承権を持っているるりをプルシァンムーンへ連れ戻し、自分は趣味の音楽を続けるため、シーナとともに人間界へやってきたが、透のためなら能力を発揮するるりに惚れる。
人間界では後者を名乗り、東条学園高校1-Aへ編入した。しかし、透に「同い年に見えない」と言われ、17歳であり、るりと一緒にいたいがため、わざと同じクラスに編入したことを暴露。
両親の間のわだかまりが解けたことでプルシァンムーンへ帰還するが、その数ヵ月後にザイラの襲撃に遭う。るりにザイラのことを知らせまいと家族で奮戦するが、重傷を負った。その傷が癒えた後、ガラスの靴のペンダントの片割れを探すべく、人間界でバンド活動を再開。
シーナ・バスタ
声 - 勝生真沙子
7月9日生まれのA型。身長167cm、体重47kg。
異世界「プルシァンムーン」出身の少女であり、シンのお目付け役。「B-フラッシュ」のギタリスト。両耳に赤いピアスがある（赤は臣下の色）。割とさばさばした性格で、密かにシンに思いを寄せている。人間界での姓は不明。シンとともにるりのクラスに編入する。
権力欲・出世欲の強い父親をあまりよく思っていないが、父親がザイラの手先になった際は戸惑った。
ユウト
声 - 辻谷耕史
5月5日生まれのO型。身長183cm、体重63kg。
レイラに雇われて、るりを抹殺すべく人間界へやってきた殺し屋。お人好しな一面からか、最後はるりたちに協力する。両耳に黒いピアスがある（黒は殺し屋の色）。るりのクラスへの編入時には「大石ユウト」を名乗る。シンたちが再度人間界へ来てバンドを再開する際にドラマーとなる（シンたちがプルシァンムーンへ戻った後、ドラムを担当していた）。セリの父親に似ている。
人間界へ救援を求めようとしたシーナを庇い、一時ザイラに操られたことがある。普段は裸眼だが、視力が0.4しかないためごく稀に眼鏡をかけている。
谷村セリ（たにむら セリ）
11月25日生まれのAB型。身長156cm、体重40kg。
第2巻から登場。るりと同い年の少女。インディーズバンド「デッドハート」のボーカリスト。幼い頃るりと出会い、彼女からガラスの靴のペンダントの片割れを「お守り」として貰っている。左耳に黒いピアスがある。父親は、るりの父の護衛役として人間界にやってきたプルシァン人である。
両親亡き後、施設をたらい回しにされたことが原因で荒れており、少々偏屈な性格。また、ザイラに操られてるりたちと敵対するが、その洗脳が解けてからもるりたちには素直になれず、突っ張った態度を取る。しかし、父の面影をみているからかユウトにだけはやや素直。

### その他
ひなこ
声 - 平松晶子
るりと透のクラスメイトで、るりの親友。おかっぱの一部を2箇所だけ伸ばし、リボンで結っている。サッカー部のマネージャー。愛称ひなちゃん。中学の時の友人とロックバンドを組んでおり、ボーカルを担当。
番外編『DREAM COMPANY』では、ロックフェスの時に知り合った「B-フラッシュ」のマネージャー・杉と付き合っている。
柴山ヒロ（しばやま ヒロ）
12月24日生まれのA型。身長174cm、体重57kg。
セリのバンド仲間にして、彼女の数少ない理解者。かつては、セリとともに暴走族の一員だった。ザイラに連れ去られたセリを追う一行に同行する。
プルシァンムーン王
シンの父親。るりの父親の弟で、兄とよく似ている容貌。兄弟で人間界へ留学し、由里を競い合ったらしい。
第1巻でるりを無用な王位継承権争いに巻き込んだことを悔い、第2巻では妻とシンの3人でザイラに立ち向かおうとするが、力尽き、妻ともどもファンタジアで眠りに就く。
レイラ
声 - 安永沙都子
プルシァンムーンの王妃。夫との間にすれ違いを感じ、息子の王位継承権が奪われるのではと、るりに刺客を送ったが、のちに夫と和解した。
ジール・バスタ
シーナの父親で、王家の執政大臣。シンに代えてるりを王位に就け、政治を牛耳ろうと画策するが失敗。後にザイラに操られる。
エルディス
プルシァンムーン・王家の谷の守り部。長い銀髪と紫のピアスが特徴。普段は聖域にいる。
ザイラ
声 - 小林通孝
第2巻から登場した魔王であり、人の心の負の部分の化身。思念波を飛ばして人々を操り、プルシァンムーンへ侵攻する。その思念波はセリを通して人間界にも広がった。
リューラ
ザイラを封じた王女。ガラスの靴を片方ずつペンダントにして残し、祠の中で魂だけの姿で正当な継承者を待っていた。

## 用語
プルシァンムーン
人間界に隣接する異世界。住人は皆、階級に応じたピアスを身に着けて生まれてくる。ピアスは魔力の源であり、人々は超能力を使える。るりやセリといったハーフは片耳しかピアスを持たないため、能力のレベルが低め。なお、プルシァン人は炎に弱く、火に囲まれると超能力が使えない。基本的にプルシァン人のみ、鏡を使って人間界と行き来することができる。人間界とはお互いに影響しあう関係にあり、人間界で異常気象が起これば、こちらにも異変が起こる。
ファンタジア
プルシァンムーンの聖域と呼ばれる場所。王家の谷の奥にあり、妖精が飛び交っている。大きな泉の中心部に岩があり、ムーンティアという、魔力をたたえた宝石が置かれている。限られた人間しか出入りできない。
ガラスの靴のペンダント（ガラスのくつのペンダント）
王家の谷の「封印の祠」の鍵であるペンダント。2つ存在し、1つはるりの父が駆け落ち時に持ち出した。プルシァン人が持てばもともとの力を増幅することができるが、「リューラの娘」だけが、ペンダント本来の力を引き出すことができ、2つ揃った状態で真の覚醒を迎えると、普通のサイズのガラスの靴になる。
祈りの剣（いのりのけん）
ザイラを倒せる唯一の武器。魂となったリューラとともに、封印の祠にあった。大切な者を想う心や生命力を糧として力を発揮するため、ザイラを倒すとリューラの血を引く者とその想い人は命を落とすらしい。
オーリン山（オーリンざん）
太平洋上にある活火山。この火山が噴火したことにより、プルシァンムーンの聖なる山も噴火し、ザイラの封印が解けた。
彗星（すいせい）
3千年前にも地球に近づいた凶星。近づくほどにザイラの力を強めるらしい。

## 書誌情報
単行本（実業之日本社）
1. 1988年7月8日、ISBN 4-408-43016-1
2. 1988年10月8日、ISBN 4-408-43017-X
3. 1989年7月8日、ISBN 4-408-43018-8
4. 1989年11月8日、ISBN 4-408-43019-6

文庫版（ホーム社）
1. 1999年8月11日、ISBN 4-8342-7105-6
2. 1999年8月11日、ISBN 4-8342-7106-4

関連書籍（実業之日本社）
- るり色プリンセス トランプ占い（著者 - 折原みと、森井ゆうも）、1992年6月、ISBN 4-408-39096-8

## イメージアルバム
1989年7月に日本コロムビアより発売。『おまじないコミック』誌上で公募した歌詞や著者が書いた歌詞を使ったイメージ楽曲全10曲を収録。うち3曲はOVAにも使われた。

### 収録曲
1. るり色の天国
歌 - 川村万梨阿
2. ゴメン・ね！
歌 - 折原みと
3. Graduation〜卒業〜
歌 - 小西一弘
4. POWER OF LOVE
歌 - 折原みと
5. STAY
歌 - 小西一弘、川村万梨阿
6. 夢の迷路（ラビリンス）
歌 - 川村万梨阿
7. い・つ・か・Someday
歌 - 小西一弘
8. Rockin' My Heart Tonight
歌 - 川村万梨阿
9. Wishing
歌 - 折原みと
10. DREAM COMPANY
歌 - 折原みと、小西一弘
コーラス - プルシァンムーン合唱団（湖東美朋、牧村久実、たにぐち智子、モテギ春恵、横山貴陽絵、緒形裕美、鈴木亜里沙、柊亜美）

## OVA
1992年3月に日本コロムビアより発売。前編には著者が脇役で登場。VHS全2巻。各巻3689円（税別）。
スタッフ
- 監督：もりたけし
- 原作・監修：折原みと
- 脚本：渡邊由自
- 企画：藤沢千穂子（説話社）
- 制作：スタジオぴえろ
- 製作：日本コロムビア株式会社
- キャラクターデザイン・作画監督：斎藤哲人
- 美術監督：土師勝弘
- 撮影監督：藤田正明
- 音協監督：藤山房伸
- 音楽：松澤浩明
- 演奏：コロムビアオーケストラ

第1巻『chapter1 出会い』
挿入歌 - 「Graduation〜卒業〜」
エンディングテーマ - 「Wishing」
第2巻『chapter2 めざめ』
エンディングテーマ - 「STAY」